# Squash-Weltmeisterschaften im Doppel und Mixed 2019/Herrendoppel
Herrendoppel der Weltmeisterschaften im Doppel und Mixed 2019 im Squash.
Das Teilnehmerfeld bestand aus zehn Doppelpaarungen, die in zwei Gruppen à fünf Doppelpaarungen im Round-Robin-Modus gegeneinander antraten. Die Gruppensieger und Zweitplatzierten zogen ins Halbfinale ein und spielten im K.-o.-System die Plätze eins bis vier aus.
Sieger der letzten Austragung waren die topgesetzten Australier Ryan Cuskelly und Cameron Pilley, die den Titel erneut gewannen. Im Endspiel besiegten sie Zac Alexander und Rex Hedrick mit 11:5 und 11:10.

## Setzliste
| Nr. | Paarung                             | Erreichte Runde |
| --- | ----------------------------------- | --------------- |
| 01. | Ryan Cuskelly Cameron Pilley        | Sieg            |
| 02. | Zac Alexander Rex Hedrick           | Finale          |
| 03. | Andrés Herrera Juan Vargas          | Halbfinale      |
| 04. | Nicholas Calvert Thomas Calvert     | Gruppenphase    |
| 05. | Christo Potgieter Jean-Pierre Brits | Halbfinale      |

| Nr. | Paarung                       | Erreichte Runde |
| --- | ----------------------------- | --------------- |
| 06. | Darren Chan Bryan Lim         | Gruppenphase    |
| 07. | Bradley Hindle Kijan Sultana  | Gruppenphase    |
| 08. | Madison Eggert Thomas King    | Gruppenphase    |
| 09. | Robert Garcia David Pelino    | Gruppenphase    |
| 10. | Ravindu Laksiri Shamil Wakeel | Gruppenphase    |

## Ergebnisse

### Vorrunde

#### Gruppe A
| Rang | Setzung | Doppel                              | Sp. | S | N | S.-Diff. | P.-Diff. | Pkt. |
| ---- | ------- | ----------------------------------- | --- | - | - | -------- | -------- | ---- |
| 1    | 1       | Ryan Cuskelly Cameron Pilley        | 4   | 4 | 0 | 8:1      | 95:44    | 8    |
| 2    | 5       | Christo Potgieter Jean-Pierre Brits | 4   | 3 | 1 | 7:3      | 93:72    | 6    |
| 3    | 4       | Nicholas Calvert Thomas Calvert     | 4   | 2 | 2 | 4:4      | 58:72    | 4    |
| 4    | 9       | Robert Garcia David Pelino          | 4   | 1 | 3 | 1:8      | 71:91    | 2    |
| 5    | 8       | Madison Eggert Thomas King          | 4   | 0 | 4 | 0:8      | 50:88    | 0    |

| Spieler                             | Spieler                             | Ergebnis         |
| ----------------------------------- | ----------------------------------- | ---------------- |
| Ryan Cuskelly Cameron Pilley        | Christo Potgieter Jean-Pierre Brits | 11:3, 7:11, 11:5 |
| Nicholas Calvert Thomas Calvert     | Robert Garcia David Pelino          | 11:9, 11:5       |
| Ryan Cuskelly Cameron Pilley        | Madison Eggert Thomas King          | 11:1, 11:5       |
| Christo Potgieter Jean-Pierre Brits | Robert Garcia David Pelino          | 11:5, 8:11, 11:9 |
| Nicholas Calvert Thomas Calvert     | Madison Eggert Thomas King          | 11:6, 11:8       |

| Spieler                             | Spieler                         | Ergebnis    |
| ----------------------------------- | ------------------------------- | ----------- |
| Ryan Cuskelly Cameron Pilley        | Robert Garcia David Pelino      | 11:5, 11:5  |
| Christo Potgieter Jean-Pierre Brits | Nicholas Calvert Thomas Calvert | 11:1, 11:4  |
| Madison Eggert Thomas King          | Robert Garcia David Pelino      | 7:11, 10:11 |
| Ryan Cuskelly Cameron Pilley        | Nicholas Calvert Thomas Calvert | 11:5, 11:4  |
| Christo Potgieter Jean-Pierre Brits | Madison Eggert Thomas King      | 11:5, 11:8  |

#### Gruppe B
| Rang | Setzung | Doppel                        | Sp. | S | N | S.-Diff. | P.-Diff. | Pkt. |
| ---- | ------- | ----------------------------- | --- | - | - | -------- | -------- | ---- |
| 1    | 2       | Zac Alexander Rex Hedrick     | 4   | 4 | 0 | 8:0      | 88:45    | 8    |
| 2    | 3       | Andrés Herrera Juan Vargas    | 4   | 3 | 1 | 6:3      | 89:70    | 6    |
| 3    | 6       | Darren Chan Bryan Lim         | 4   | 2 | 2 | 5:5      | 90:97    | 4    |
| 4    | 7       | Bradley Hindle Kijan Sultana  | 4   | 1 | 3 | 2:6      | 53:82    | 2    |
| 5    | 10      | Ravindu Laksiri Shamil Wakeel | 4   | 0 | 4 | 0:8      | 66:92    | 0    |

| Spieler                    | Spieler                       | Ergebnis         |
| -------------------------- | ----------------------------- | ---------------- |
| Zac Alexander Rex Hedrick  | Darren Chan Bryan Lim         | 11:7, 11:9       |
| Andrés Herrera Juan Vargas | Ravindu Laksiri Shamil Wakeel | 11:5, 11:7       |
| Zac Alexander Rex Hedrick  | Bradley Hindle Kijan Sultana  | 11:2, 11:2       |
| Darren Chan Bryan Lim      | Ravindu Laksiri Shamil Wakeel | 11:7, 4:11, 11:9 |
| Andrés Herrera Juan Vargas | Bradley Hindle Kijan Sultana  | 11:4, 11:6       |

| Spieler                      | Spieler                       | Ergebnis         |
| ---------------------------- | ----------------------------- | ---------------- |
| Zac Alexander Rex Hedrick    | Ravindu Laksiri Shamil Wakeel | 11:5, 11:6       |
| Andrés Herrera Juan Vargas   | Darren Chan Bryan Lim         | 9:11, 11:9, 11:6 |
| Bradley Hindle Kijan Sultana | Ravindu Laksiri Shamil Wakeel | 11:8, 11:8       |
| Zac Alexander Rex Hedrick    | Andrés Herrera Juan Vargas    | 11:8, 11:6       |
| Darren Chan Bryan Lim        | Bradley Hindle Kijan Sultana  | 11:7, 11:10      |

### Finalrunde
| Halbfinale | Halbfinale                          | Halbfinale | Halbfinale | Halbfinale |  |   | Finale                       | Finale | Finale | Finale | Finale |
|            |                                     |            |            |            |  |   |                              |        |        |        |        |
| 1          | Ryan Cuskelly Cameron Pilley        | 11         | 11         |            |  |   |                              |        |        |        |        |
| 3          | Andrés Herrera Juan Vargas          | 5          | 7          |            |  | 1 | Ryan Cuskelly Cameron Pilley | 11     | 11     |        |        |
| 5          | Christo Potgieter Jean-Pierre Brits | 9          | 4          |            |  | 2 | Zac Alexander Rex Hedrick    | 5      | 10     |        |        |
| 2          | Zac Alexander Rex Hedrick           | 11         | 11         |            |  |   |                              |        |        |        |        |